# Mario Ricci (ciclista)
Mario Ricci (Padova, 13 agosto 1914 – Como, 22 febbraio 2005) è stato un ciclista su strada italiano. Professionista tra il 1938 e il 1950, vinse due edizioni del Giro di Lombardia e quattro tappe al Giro d'Italia.

## Carriera
Nato a Padova ma cresciuto a Soriano nel Cimino, si trasferì infine a Gallarate. Da professionista vestì le divise di Maino, che fu suo sponsor individuale, poi Legnano (fu uomo fidato di Gino Bartali) e infine, nel 1949-1950, Viscontea, distinguendosi come velocista.
Le sue principali vittorie furono quelle al Giro di Lombardia nel 1941 e nel 1945, il Campionato italiano nel 1943, la prima edizione del Trofeo Matteotti nel 1945, la Milano-Mantova 1946, la Coppa Bernocchi nel 1947 e nel 1949 e quattro tappe al Giro d'Italia tra il 1946 e il 1949. Alla Milano-Sanremo fu secondo nel 1941 e terzo nel 1946; al mondiale fu quarto nel 1946 e sesto nel 1948.
Fu commissario tecnico della nazionale italiana tra il 1967 e il 1972, con le vittorie mondiali di Vittorio Adorni nel 1968 a Imola e di Marino Basso nel 1972 a Gap.

## Palmarès
- 1932 (dilettanti)

Giro Ciclistico del Cigno
- 1937 (A.S. Monti Roma)

Circuito del Basso Nera
- 1938 (A.S. Roma)

Circuito del Basso Nera
Coppa Dopolavoro Ronciglione
Circuito Vignanellese
- 1941 (Legnano)

Giro di Lombardia
Giro della Provincia di Milano (con Fausto Coppi)
Coppa Valle Scrivia
- 1943 (Legnano)

Campionati italiani, Prova in linea
- 1944 (Legnano)

1ª tappa Roma-Subiaco-Roma
2ª tappa Roma-Subiaco-Roma
Classifica generale Roma-Subiaco-Roma
- 1945 (A.S. Roma/Legnano)

Trofeo Matteotti
2ª tappa Giro delle Quattro Province del Lazio (L'Aquila > Terni)
Giro di Lombardia
- 1946 (Legnano)

Milano-Mantova
7ª tappa Giro d'Italia (Chieti > Napoli)
- 1947 (Legnano)

4ª tappa, 1ª semitappa Giro di Romandia (Le Locle > Ginevra)
10ª tappa Giro d'Italia (Bari > Foggia)
Coppa Bernocchi (valida come una delle prove del Campionato italiano)
- 1948 (Legnano)

2ª tappa Giro d'Italia (Torino > Genova)
- 1949 (Viscontea)

6ª tappa Giro d'Italia (Napoli > Roma)
Coppa Bernocchi
- 1950 (Viscontea)

2ª tappa Giro di Catalogna (Vilanova i la Geltrú > Tortosa)

### Altri successi
- 1941 (Legnano)

Circuito di Firenze (o Circuito della Fortezza)
Circuito di Bologna
- 1942 (Legnano)

Circuito dell'Impero
Circuito di Benevento
- 1945 (Legnano)

Circuito di Bollate
- 1946 (Legnano)

Circuito di Bollate

## Piazzamenti

### Grandi Giri
- Giro d'Italia

1939: ritirato
1940: ritirato
1946: ritirato
1947: ritirato
1948: 33º
1949: 49º
1950: ritirato
- Tour de France

1949: 41º

### Classiche monumento
- Milano-Sanremo

1939: 6º
1940: 10º
1941: 2º
1942: 17º
1943: 16º
1946: 3º
1950: 9º
1951: 116º
- Giro di Lombardia

1938: 12º
1940: 23º
1941: vincitore
1942: 7º
1945: vincitore
1947: 8º

### Competizioni mondiali
- Campionati del mondo

Zurigo 1946 - In linea Professionisti: 4º
Reims 1947 - In linea Professionisti: ritirato
Valkenburg 1948 - In linea Professionisti: 6º
Copenaghen 1949 - In linea Professionisti: 14º